# NGC 1739
NGC 1739 é uma galáxia espiral (Sbc) localizada na direcção da constelação de Lepus. Possui uma declinação de -18° 10' 02" e uma ascensão recta de 5 horas, 01 minutos e 47,3 segundos.
A galáxia NGC 1739 foi descoberta em 1886 por Ormond Stone.